# Maxmuelleria verrucosum
Maxmuelleria verrucosum är en djurart som tillhör fylumet skedmaskar, och som först beskrevs av Studer 1879.  Maxmuelleria verrucosum ingår i släktet Maxmuelleria och familjen Bonelliidae. Inga underarter finns listade i Catalogue of Life.